# Teatro do Instituto Goethe
Teatro do Instituto Goethe é uma sala de teatro localizada no interior do Instituto Goethe de Porto Alegre.